# Minicon
Con il termine minicon, o mini-con, si intendono sia una razza di piccoli Transformers, sia gli appartenenti alla stessa.
I minicon sono stati introdotti per la prima volta nel 2002 nella serie Transformers Armada.

## Caratteristiche
Sia nella linea di giocattoli che nel cartone animato dedicato, i minicon venivano rappresentati come Transformers di piccole dimensioni, dotati della capacità di collegarsi fisicamente ai Transformers più grandi, processo detto powerlinking o powerlink.
La connessione vedeva i minicon sfruttati come potenziamenti veri e propri, consentendo ai personaggi che ne usufruivano di avere maggiore energia e potenza per i combattimenti, sulla falsariga di quanto già avveniva con i simbionti nebulani dei Targetmaster e Powermaster della serie classica.
Pubblicizzati come nuova, terza fazione dei Transformers all'alba di Transformers Armada, i minicon sono stati resi, nel corso degli anni e con lo sviluppo delle storie che li riguardavano, sempre meno il terzo lato dell'universo dei Transformers e sempre più Transformers di piccole dimensioni, come i vecchi Micromaster.
Le loro piccole dimensioni rispetto ai personaggi tradizionali (hanno le dimensioni medie di un essere umano) sono state ovviamente riproposte anche nei giocattoli, e questo ha facilitato l'utilizzo dei loro modelli per operazioni commerciali legate ad esclusive per catene di negozi americane e giapponesi, nonché per ricolorazioni all'interno della linea principale: se di minicon unici (intesi come forma del modello) ne esistono meno di 100, il loro numero quadruplica o sfiora quasi i 500 se vengono conteggiate tutte le versioni repaint o remold uscite.

## Giocattoli

### Armada (2002-2003)
I giocattoli dei minicon sono comparsi per la prima volta nel 2002 negli USA nella linea di giocattoli Transformers: Armada, o più semplicemente Armada. Essi venivano venduti in gruppi di 3, o "team" (nel mercato statunitense nella fascia di prezzo basic da 7$, fino a quel momento occupata dai Transformers generalmente più piccoli e semplici da trasformare). Durante i 18 mesi di durata di Armada, i minicon conoscono una grande popolarità a livello di vendite.

### Micron Densetsu (2002-2003)
La versione giapponese di Armada è conosciuta come Micron Densetsu, tradotta in inglese come Micron Legend o Legend of the Microns. Questa serie di giocattoli presenta diverse differenze nella colorazione sia nei modelli più grandi che nei minicon. Le variazioni possono riguardare sia dettagli, che tonalità di colore e schema generale della colorazione, trovandosi in certi casi con due prodotti con colorazioni totalmente diverse.
Nella serie Micron Legend i minicon (o micron) non hanno avuto le stesse ricolorazioni che abbiamo visto in occidente per Armada.
In particolare, i recolor "X-Dimension" sono noti per essere piuttosto fuori dall'ordinario quanto a tinte e abbinamenti.
Come per la maggior parte dei minicon esclusivi giapponesi, i colori vengono scelti in base all'abbinamento con un personaggio particolare, in questo caso:
- Fire Saber: Super Hot Rod (PL Hotshot)
- Adventure: Scavenger
- Destruction: Cyclonus
- Air Military: Skywarp, Galvatron
- Emergency: Super Ratchet (PL Red Alert)
- Race: PL Jetfire
- Sea: Shockwave (Tidal Wave)
- Land Military: rispettivamente, Super Demolishor (PL Demolishor), PL Cyclonus, Thundercracker
- Street Action: Magna Convoy
- Space: Megatron, Predacon
- Dark Saber: Galvatron (nota: questa Dark Saber è trasparente, diversamente da quella di Armada; è la stessa venduta nel giftset di Rampage, conosciuto in Armada come Wheeljack)

### Energon (2004-2005)
Nella successiva serie Energon, dal 2003 al 2004, i minicon vengono quasi ignorati: la fascia "basic" viene di nuovo occupata da piccoli robot, a cui si accompagnano soltanto 2 gruppi di minicon, fra l'altro privi del tipico suffisso "team" e commercializzati con un nome riferito alle loro rispettive versioni combinate:
- Energon Saber (versione modificata dell'Air Defense Team di Armada)
- Perceptor (unici nuovi 3 minicon della serie Energon, nuova versione dello Street Speed Team di Armada)

### Cybertron (2005-2007)
In questa serie i minicon vengono finalmente reintrodotti in misura significativa, inizialmente con i classici "team" di 3 robot venduti nella fascia di prezzo basic (chiamata scout a partire da questa linea):
- Recon Team (primi nuovi minicon a comparire nella serie Cybertron, in grande risalto nella serie animata corrispondente)
- Street Speed Team (versione modificata dell'omonimo team di Armada)
- Giant Planet Team (nuovi modelli, mai comparsi nel cartone)
- Shadow Recon Team (versione in plastica blu trasparente del Recon Team)
- Race Team (i minicon di questo team erano disponibili come Tiny-Tin)

A questa formula ne venne affiancata una nuova, con una propria fascia di prezzo da 5$. 
Questo nuovo formato viene chiamato 2-pack o VS. pack: in ogni confezione un minicon appartiene ai Distructor e l'altro agli Autorobot, le altre 2 fazioni storiche dei Transformers. A causa di questo perde completamente di significato l'idea iniziale che aveva introdotto i piccoli robot come terza, neutrale fazione nel 2002: i minicon perdono il loro stemma e vengono venduti con il simbolo di una della altre 2 fazioni.
Problemi nella distribuzione fanno sì che i prezzi richiesti per i singoli pezzi delle wave 3 e 4 vengano raddoppiati o triplicati rispetto ai 5$ originali; in particolare la wave 4 è estremamente difficile da reperire, specie rispetto alle wave 1 e 2.
In Giappone non viene distribuito nessuno di questi prodotti; ciò è soprattutto dovuto alle scarse vendite in giappone della serie Galaxy Force, la versione orientale di Cybertron.
I 2-pack usciti sono i seguenti (D. e A. sono per le 2 fazioni Distructor e Autorobot, dato che in Cybertron il concetto di "terza fazione" è stato apparentemente scartato):
Wave 1:
- Shockwave vs. Tankor
- Sky Lynx vs. Thunderblast
- Razorclaw vs. Steamhammer

Distribuita anche in Italia, costituisce i repaint dei 2 team di Armada Air Military (D. Sky Attack Team) e Land Military (A. Air Defense Team).
Wave 2:
- Scattorbrain vs. Monocle
- Payload vs. Ascentor
- Dune Runner and Buzzsaw

Distribuita anche in Italia, costituisce i repaint dei 2 team di Armada Adventure (D. Lunar Assault Team) e Destruction (A. Exploration Team).
Wave 3:
- Sunstorm vs. Checkpoint
- Thrust vs. Anti-Blaze
- Ramjet vs. Scythe

Wave mai arrivata in Italia: sono repaint dell'Energon Saber (D. Sky Terror Team) e dell'Emergency Team (nelle nuove biografie dei componenti non viene dato un nome alla squadra un nome ufficiale). L'Energon Saber è uscita nella linea Energon nel 2003 e la sua ricolorazione è l'unico  caso di questa linea in cui non viene riproposto un team di Armada.
Wave 4:
- Scrap Iron vs. Grindor
- Blastcharge vs. High Wire
- Backblast vs. Sureshock

Mai arrivati in Italia, questa è la wave che ha avuto la distribuzione più problematica, probabilmente a causa di una saturazione del mercato ad opera delle prime 2 wave. I 6 minicon sono repaint dello Space Team (D. Deep Space Team, il Requiem Blaster viene rinominato Umbral Blaster)) e di Energon Perceptor (A. Street Action Team), la cui colorazione riprende a X-Dimension Bumble, variante di Armada Perceptor disponibile solo nel giftset giapponese "Magna Convoy DX", che era un'esclusiva del 2003 per la catena di giocattoli Toys'R'Us.